# 児童の権利に関する条約
児童の権利に関する条約（じどうのけんりにかんするじょうやく、英語: United Nations Convention on the Rights of the Child）は、児童（18歳未満の者）の権利について定める国際条約である。通称は子どもの権利条約（こどものけんりじょうやく）。略称はCRCあるいはUNCRC 。
1959年に採択された「児童の権利に関する宣言」の30周年に合わせ、1989年11月20日に国連総会で採択。1990年9月2日に発効し、日本国内では1994年5月22日から効力が発生した。世界で158番目。条約批准から28年たってようやく、条約に基づく国内法（こども基本法）の議論が始まった。
締約国は児童の最善の利益のために行動しなければならないと定める（第3条）。子供に関わることについて、現在や未来において子供によりよい結果をもたらす関与をしなければならないとする考え方である。
児童を「人間」と置き換えてもそのまま当てはまるような、「子どもの人権宣言」と呼べる内容となっている。

## 概要
日本ユニセフ協会は、児童の権利条約の主な理念として「児童の最善の利益」「差別の禁止」を挙げ、児童の権利を4つに分類している。
- 生きる権利 - すべての子どもの命が守られる権利
- 育つ権利 - 教育や医療、生活への支援などを受ける権利
- 守られる権利 - 暴力や搾取、有害な労働などから守られる権利
- 参加する権利 - 意見を表現しそれが尊重される権利、自由に団体を作る権利

国際人権規約のA規約（経済・社会・文化権規約）及びB規約（自由権規約）で認められている諸権利を児童について広範に規定し、さらに意見表明権や遊び・余暇の権利などこの条約独自の条項を加え、児童の人権尊重や権利の確保に向けた詳細で具体的な事項を規定している。
2015年10月時点で196の国・地域が締結しており、アメリカ合衆国は条約に署名はしたが批准していない。
条文は前文および54箇条からなり、児童（18歳未満）の権利を包括的に定めている。

## 内容
以下、日本ユニセフ協会公式サイト「子どもの権利条約」全文を出典として要約。
- 前文：本条約の理念。
- 第1条：児童の定義。

児童とは、18歳未満のすべての者をいう。ただし当該児童で、その者に適用される法律により早く成年に達したものを除く。
- 第2条：児童およびその父母・保護者・家族の構成員に対する差別の禁止。

人種・皮膚の色・言語、性別、宗教・思想信条、社会的身分や財産、心身障害などによる差別的取り扱いを禁ずる。
- 第3条：児童の最善の利益の保護。

締約国は児童の最善の利益のために行動しなければならないと定める。
- 第4条～第5条：締約国の義務。
- 第6条：子どもの生きる権利

すべての児童は生命に対する固有の権利を有し、締約国は児童の生存および発達を可能な最大限において確保する。
- 第7条：氏名および国籍を得る権利、父母を知り父母から養育される権利。
- 第8条：児童が法律で認められた国籍、氏名、家族関係を含むその身元関係事項を不法に奪われない権利。
- 第9条：児童が父母の意思に反して父母から分離されない権利。

たとえ分離されていても実の両親 (parents) と関係を保つことを定める。
ただし児童虐待や放置、両親の別居の場合など、児童の最善の利益のため、権限のある当局が司法の審査と法手続に従って必要と決定する場合はこの限りでない。
- 第10条：第9条の児童の権利を守るための出入国に関する条項。
- 第11条：児童の不法な国外への移送および国外から帰還できない事態の防止。
- 第12条：児童の意見表明権。

児童は自らに影響を及ぼすすべての事項について、自由に自己の意見（原文:views、考察・考え）を表明する権利を有する。
自らに影響を及ぼす司法上・行政上の手続において、国内法の手続規則にのっとり聴取される機会を与えられる。
- 第13条：児童の表現の自由。

児童は表現の自由と、あらゆる情報や思想を求め、受け、伝える自由を持つ。
次の目的に限り法律による制限を課すことができる。他者の権利や信用の尊重、国の安全、公の秩序、公衆の健康、道徳の保護。
- 第14条：児童の思想・良心の自由、信教の自由。

第13条と同様の制限、父母・保護者が児童の発達に応じた指示を与える権利と義務の尊重が付される。
締約国は、思想、良心及び宗教の自由についての児童の権利を尊重する。
- 第15条：児童の結社の自由と平和的な集会の自由。
- 第16条：児童の通信の秘密とプライバシー権の保護、名誉と信用に対する攻撃の禁止。
- 第17条：児童とマスメディアに関する責務。

児童に有益な書籍やマスメディアの普及、少数言語を用いる児童への配慮、有害な情報からの児童の保護。
- 第18条：両親の責任と育児への支援。

父母（原文:both parents）の責任と、締約国の親への支援（ことに働く父母への支援）を定める。
- 第19条：児童虐待、ネグレクト、児童の搾取、児童性的虐待の防止と保護義務。
- 第20条：家庭環境を奪われた児童、家庭環境が児童の最善の利益に反する児童への特別な保護と援助の義務。
- 第21条：養子縁組における児童の最善の利益の確保。
- 第22条：難民児童に対する保護と人道的援助。
- 第23条：精神的・身体的障害を有する児童の尊厳、自立促進と社会参加、医療・教育などの確保。
- 第24条：児童の病気治療と健康増進の確保。そのための環境汚染の防止と公衆衛生の向上。

児童の健康を害するような伝統的な慣行の廃止を含む。
- 第25条：身体または精神の保護・治療のため収容された児童の処遇状況に関する定期的な審査。
- 第26条：児童が社会保障を受ける権利と、締約国が国内法に従いその措置をとる義務。
- 第27条：身体的、精神的、道徳的及び社会的な発達のための相当な生活水準についての児童の権利。
- 第28条：児童が教育を受ける権利とその機会の平等。

中途退学率の減少、非識字の廃絶、学校の規律を本条約と児童の人間の尊厳に適合させること。
- 第29条：教育内容の向上。児童の発達、人権の尊重、多様性の尊重と自由な社会における責任。
- 第30条：少数民族・原住民の児童の言語・文化・宗教の尊重。
- 第31条：児童の休息と余暇の権利、遊びとレクリエーション、文化的・芸術的活動の尊重。
- 第32条：児童の経済的搾取、危険な労働への従事の禁止。児童労働法と雇用最低年齢の制定。
- 第33条：薬物の不正使用からの児童の保護。
- 第34条：児童買春などあらゆる性的搾取、性的虐待からの児童の保護。

わいせつ物やわいせつな演技に児童を搾取的に使用することを含む。
- 第35条：児童の誘拐、人身売買を防止するための国内および国際的な措置。
- 第36条：児童の福祉を害するあらゆる搾取から保護する。
- 第37条：児童に対する残虐な刑罰の禁止。児童の自由を不法に奪うことの禁止。

18歳未満の者が行った犯罪について、死刑または釈放の可能性がない終身刑は科さないこと。
- 第38条：戦争や武力紛争からの児童の保護。15歳未満の者を軍隊に採用することを控える。
- 第39条：虐待、放置、搾取、拷問、武力紛争などの被害者となった児童の、心身の健康と尊厳の回復。
- 第40条：刑事訴追された児童の権利保護。無罪推定の原則、自白強要の禁止など。
- 第41条：除外規定
- 第42条：締約国の条約周知義務。成人および児童に対し積極的に広く知らせる。
- 第43条：「児童の権利に関する委員会」の設置と、委員会に関する細則。
- 第44条：締約国は定期的に条約締約による進歩について、第43条の委員会に報告する。
- 第45条～第54条（省略）

## 名称
条約の正文で定められた正式な名称としては、
- 「اتفاقية حقوق الطفل」（アラビア語）
- 「儿童权利公约」（中国語、繁体字「兒童權利公約」、日本の字体で「児童権利公約」）
- 「Convention on the Rights of the Child」（英語）
- 「Convention relative aux droits de l'enfant」（フランス語）
- 「Конвенция о правах ребенка」（ロシア語）
- 「Convención sobre los Derechos del Niño」（スペイン語）

が等しく存在している。日本国内では、「児童」が法律用語としては主に小学生を指すため、「子ども」という枠語を使うべきだとの議論がなされたが、国会承認及び官報では「児童の権利に関する条約」の訳名で公布されており、国による正式和訳名称はこの表記を使用している。
なお、文部省は「本条約についての教育指導に当たっては、『児童』のみならず『子ども』という語を適宜使用することも考えられる」という案を示しており、マスメディア・団体・個人も「児童」を「子ども」などに置き換えることがある。その場合、主に「子どもの権利条約」と称される。

## 条約の実現状況
児童の権利に関する条約が定めている児童の権利がどの程度達成されているか、実現されているか、どの程度未達成であるか、侵害されているかは、加盟国や地域の実情により大きな差がある。戦争・内戦・テロの継続による死亡が日常的な国、経済的に著しく貧困な国、経済的低開発国、安全な食料・水・飲み物を入手するのが困難な国、保健・医療制度が未整備で、基礎的な衛生や医療を受けられない国、初等教育や中等教育が未整備で必要十分に供給されず非識字率が高い国、人為的・社会的に作られた考えや慣習により児童の権利が侵害されている国は、2013年現在でも多数存在している。

## 改正
締約国は、第44条において、条約において認められる権利の実現のためにとった措置や権利の享受についての進捗状況を児童の権利に関する委員会に報告することを義務付けられているが、締約国が増えるに従って報告の数が増し、委員会の報告審査業務に遅滞が生じるようになった。そこで、この問題を解消するべく、1995年に委員会の委員数を10人から18人に増やす第43条2の改正案が採択され、第50回国連総会において採択された。

## 日本
日本は、条約への批准に際し、条約第37条C（自由を奪われた児童の取り扱い、「成人と分離されないことがその最善の利益であると認められない限り成人とは分離される」こと）への留保と第9条1（出入国管理法に基づく退去強制の結果としての父母からの分離の手続き）及び第10条1（家族の再統合に対する配慮）に関する解釈宣言を付しているが、児童の権利に関する委員会はこれらの撤回を勧告している。この詳細は外部リンクの外務省の公式発表で見ることができる。
一部の自治体では、条約を基にした条例として「子供の権利条例」を制定している。
また、条約44条の報告審査義務に従い、日本政府は外務省が中心となって作成した報告書を「児童の権利に関する委員会」に提出している。その際、同委員会は、審査の精度を増すために、国内NGO団体などにもカウンターレポートの提出を求めている。日本では、日本弁護士連合会、子どもの権利条約 市民・NGO報告書をつくる会、子どもの人権連、の3団体がカウンターレポートを提出している。
2008年4月22日、予定から約2年遅れで、外務省は第3回政府報告書を国連に提出。
2010年5月27・28日、第3回の政府報告審査会が行われる。同年6月20日、国連子供の権利委員会は、日本政府に対し最終所見を提出（政府訳「国際連合 児童の権利に関する条約」外務省公式サイト、2010年6月20日）。
第3回政府報告書の最終所見では、

「50. 日本社会における家族の価値が恒久的な重要性を有していることを認識しているが，委員会は，親子関係の悪化に伴って，児童の情緒的及び心理的な幸福に否定的な影響を及ぼし，その結果，児童の施設収容という事態まで生じているとの報告に懸念を有する。委員会は，これらの問題が，高齢者介護と若者との間に生じる緊張状態，学校における競争，仕事と家庭を両立できない状態，特に，ひとり親家庭に与える貧困の影響といった要因に起因している可能性がある問題であることに留意する。

51. 委員会は，締約国が，子育ての責任を果たす家族の能力を確保できるように男女双方にとっての仕事と家庭の間の適切な調和を促進すること，親子の関係を強化すること，及び，児童の権利に関する意識を啓発することなどにより，家族を支援し強化するための措置を導入することを勧告する。

60. 委員会は，著しい数の児童が情緒面での健康状態が低いとの報告をしていること，また両親や教師との関係の貧しさがその決定要因となっている可能性があることを示すデータに留意する。

66. 委員会は，財政経済政策（労働の規制緩和や民営化戦略等）が，賃金削減，女性と男性の賃金格差及び児童の養護・教育支出の増加により，親，特にシングルマザーに影響を与えていることを懸念する。」

と指摘されている。
- 児童の権利条約
  - 1990年9月21日 署名
  - 1994年3月29日 国会承認
  - 1994年4月22日 批准書寄託
  - 1994年5月16日 公布（条約第2号）
  - 1994年5月22日 日本国内において効力発生
- 児童の権利に関する条約第43条2の改正
  - 1995年12月12日 ニューヨークで作成
  - 2002年11月18日 効力発生
  - 2003年 5月14日 国会承認
  - 2003年 6月12日 受諾書寄託 （受諾書の寄託について（外務省プレスリリース））
  - 2003年 6月12日 日本について効力発生
  - 2003年 6月12日 公布及び告示（条約第3号及び外務省告示第183号）

## 子供の権利条例
児童の権利に関する条約の理念に基づいた条例。2000年12月21日、川崎市において「川崎市子どもの権利に関する条例」として日本国内で初めて制定。その後、北海道奈井江町（2002年3月）、岐阜県多治見市（2003年9月）など、日本全国の複数の自治体において制定された。
札幌市子供未来局のホームページにおいて、条例施行自治体、条例策定中の自治体の一覧が紹介されている。札幌市では2008年11月7日に「札幌市子どもの最善の利益を実現するための権利条例」を制定した（施行は2009年4月1日から）。

## 意見表明権
条約12条の子供の意見表明と、その正当な尊重を規定した条項。ユニセフが発行している子どもの権利条約に関する逐条解説書では、この条文を子どもを権利の積極的な主体と位置づけ、基本的な権利を持つ個人として認めるものと解しており、親との関係におけるパターナリスティック的な本条文の理解を明示的に排している。国連子どもの権利委員会の一般所見では、「乳幼児は、話し言葉または書き言葉という通常の手段で意思疎通ができるようになるはるか以前に、さまざまな方法で選択を行ない、かつ自分の気持ち、考えおよび望みを伝達しているのである」とし、たとえ幼い子どもであっても、その意見が正当に尊重されるべき、という事が強調されている。

## 選択議定書
2つの選択議定書が2000年5月25日の国連総会で採択された。日本政府は、「武力紛争における子どもの関与に関する選択議定書」を2004年8月に、「子ども の売買、子ども買春および子どもポルノに関する選択議定書」は2005年1月に批准。

### 武力紛争への子どもの関与に関する条約の選択議定書
略称はOPACCRCあるいはOPAC。少年兵などとして戦争や武力紛争に子どもを関与させることに関する選択議定書。2002年2月12日から批准が始まり、2007年10月22日発効。現在、日本を含む180の国が批准し、173の国によって署名されている。

### 子どもの売買、子ども買春及び子どもポルノに関する選択議定書
略称はOPSCCRCあるいはOPSC。子どもの人身売買、児童買春、児童ポルノに関する選択議定書。2002年1月18日に批准が始まり、2007年10月11日発効。現在、日本を含む178の国が批准し、121の国が署名されている。

### 第3議定書 (子どもの権利侵害の苦情の通報手順確立)
権利侵害を受けた個人が、この個別またはグループで自分の国で法的救済関連する国際的・地域的人権条約機関に直接的に申立てをおこない、その救済を求めることができる制度。 18人の独立した専門家で構成された児童の権利に関する委員会に苦情を申し立てることができる。
国連総会で2011年12月19日に採択され、2014年1月14日には10番目の批准国としてコスタリカが批准し、その3か月後の2014年4月14日に発効。2023年までの間に52カ国が署名、50カ国が加盟。日本は議定書の提案国であったが加盟していない。